# ماري شيرمان
ماري ستالت شيرمان (بالإنجليزية: Mary S. Sherman) (21 نيسان/أبريل 1913 – 21 تموز/يوليو 1964) جرّاحة عظام وباحثة في أمراض السرطان من نيو أورلينز، لويزيانا.

## سيرتها الذاتية
ولدت شيرمان في إيفانستون، إلينوي. والدها والتر ألين ستالتس (مؤسس باي كابا لامبدا) ووالدتها إيديث مونيكا جراهام. تخرجت من مدرسة بلدة إيفانستون الثانوية والتحقت بمعهد Mme Collnot في باريس. عام 1934، حصلت على شهادة بكالوريوس الآداب من جامعة نورث وسترن (إلينوي). في السنة التالية حصلت على شهادة ماجستير الآداب من جامعة شيكاغو. بين عامي 1935 و1936، عملت ماري مدرّبة في المعهد الفرنسي التابع لجامعة ولاية إلينوي.
عام 1941، حصلت على شهادة في الطب من جامعة شيكاغو. تدرّبت في مستشفى بوب روبرتس التابعة لجامعة شيكاغو. عام 1947، عُيّنت أستاذاً مساعداً لجراحة العظام في مستشفى بيلينغز التابع للجامعة
```
أيضاً. عام 1952، انتقلت إلى نيوأورلينز لتصبح مديرة مختبر 
علم الأمراض
 في مؤسسة 
عيادة أوكسنر
 الطبية التي أسسها 
ألتون أوكسنر
.
[
1
]
[
2
]
 في السنة التالية، أصبحت ماري أستاذاً مشاركاً في 
مدرسة الطب بجامعة تولين
 في نيو أورلينز.
[
2
]
 بوصفها باحثة في أمراض 
السرطان
، كانت جراحة زائرة في قسم جراحة العظام في 
مستشفى نيوأولينز الخيرية
..
[
1
]
```

كانت عضوة في الأكاديمية الأمريكية لجراحي العظام وزميل كلية الجراحين الأمريكية. كما كانت عضوة في فاي بيتا كابا وسيجما كاي وألفا أوميغا ألفا.

## وفاتها
في 21 تموز (يوليو) 1964، عثر على ماري شيرمان ميتة في شقتها الكائن في شارع سانت تشارلز في نيوأورلينز. كان جسدها قد تعرّض لجروح وحروق من حريق نشب في الشقة. صنّف تقرير الشرطة الوفاة على أنها جريمة قتل. تم تشريح الجثة في 21 تموز عام 1964. وأكد تقرير تشريح الجثة على أن وفاة شيرمان كانت بسبب القتل.

## منشورات
ألفت ماري شيرمان وشاركت في تأليف العديد من المقالات حول أمراض العظام والمفاصل، منها:
- «أمراض كسور عنق عظم الفخذ غير الموحدة»[6]
- «فرط التعظم القشري عند الرضيع؛ مراجعة أدبيات وتقارير خاصة بخمس حالات»[7]
- «عدم خصوصية التفاعلات الزلالية»[8]
- «آلية الألم في الورم العظمي العظماني»[9]

كما ألّفت مقالاً بعنوان «الدورة الطبيعية لشلل الأطفال: تقرير عن 70 حالة».

## مطالعة إضافية
- "Sherman murder", The Times-Picayune, July 22, 23, 31, 1964.
- New Orleans States-Item, July 21, 31, 1964.
- أسوشيتد برس. "New Orleans Doctor's Death Is Probed". The Day  [لغات أخرى]‏, July 22, 1964, p. 27.
- Michael Bonfiglio (1977). "In memoriam: Mary Stults Sherman, M.D.". Journal of Surgical Oncology, 9(1):1–2. ببمد: 320390.
- FA Riddick Jr (2007). "Ochsner in Literature—nonfiction". The Ochsner Journal, 7(3):140–146. ببمد سنترال 3096393. This article includes a critical review of Dr. Mary's Monkey, a book authored by Edward T. Haslam.

## وصلات خارجية
- Autographed portrait of Mary Stults Sherman نسخة محفوظة 31 مايو 2016 على موقع واي باك مشين.. United States National Library of Medicine: Images from the History of Medicine.
- Ochsner Hospital staff 1954, zoom to Dr. Mary Sherman على يوتيوب (Video).